# Stromanbieterwechsel
Unter einem Stromanbieterwechsel versteht man die Kündigung eines Stromliefervertrags und den Abschluss eines neuen Liefervertrags durch einen privaten oder gewerblichen Kunden. Der Wechsel bezieht sich dabei ausschließlich auf den Stromanbieter und nicht auf den Verteilnetzbetreiber. Der Netzanschlussvertrag ist bei einem privaten Stromanbieterwechsel nicht betroffen; die Netzentgelte für die Netzdurchleitung des Stromes zahlt der Kunde über den neuen Stromanbieter an den Netzbetreiber.

## Allgemeines

### Gründe für einen Wechsel
Mögliche Gründe für einen Wechsel des Energieversorgers sind zum Beispiel bessere Vertragskonditionen (z. B. Preisgarantien, Preiseinsparungen, Kündigungsfristen, Zahlweisen) oder der Wunsch von einem anderen Energieversorger Strom zu beziehen. Viele Unternehmen treten mit verschiedenen Tochterunternehmen am Markt auf, die sich an unterschiedliche Zielgruppen wenden. Ein Wechsel kann auch mit dem Wunsch verbunden sein, andere Produkte (z. B. Ökostrom) zu beziehen und damit Energiewende zu befördern.

### Wechsel über Preisvergleichsportale
Beim Preisvergleich über Preisvergleichsportale können Voreinstellungen durch den Kunden gewählt werden, nach denen der Vergleich vorgenommen wird. Dabei können Einstellungen zu Vertragslaufzeit, Kündigungsdauer und automatische Vertragsverlängerung, Dauer der Preisgarantie u. a. vorgenommen werden. Die Auswahl der Unternehmen kann auch auf regionale Anbieter und/oder Anbieter von Ökostrom begrenzt werden. Viele Anbieter locken zur Kundengewinnung mit einem Neukundenbonus und Rabatten auf die Jahresrechnung sowie weiteren Aktionen (z. B. Werbegeschenken).
Aufgrund der Vielfältigkeit der Einstellungsmöglichkeiten werden von den Vergleichsportalen Profile mit Auswahlvorgaben angeboten. Mittlerweile werden neben den von Vergleichsportalen voreingestellten Profilen nach eigenen Richtlinien auch solche mit Einstellungsmöglichkeiten nach Vorgaben der Stiftung Warentest angeboten.
Durch die Betreiber der Preisvergleichsportale können aber auch Voreinstellungen getroffen sein, die Nachteile für den Kunden mit sich bringen. Dazu zählen vor allem Verträge mit Strompakettarifen, Tarife mit Vorkasse und versteckte Preissteigerungen in den Folgejahren. Deshalb wird empfohlen, die Voreinstellungen sowie die Vergleichsbasis (Grundversorgertarif oder aktuell genutzter Tarif) zu überprüfen und gegebenenfalls zu ändern.

## Rahmenbedingungen auf EU-Ebene
Das Europäische Parlament beschloss im Jahr 2009 das dritte Energiepaket der EU. Ein Ziel ist es, in den Mitgliedsstaaten sicherzustellen, dass Stromkunden innerhalb von drei Wochen den Anbieter wechseln können, sämtliche Verbrauchsdaten erhalten können und dass diese Rechte ohne Diskriminierung bezüglich der Kosten, des Aufwands und der Dauer gewährt werden.

## Situation in Deutschland

### Regulatorische Grundlagen
In Deutschland kann jeder Kunde den Stromanbieter frei wählen – unabhängig davon, ob er umzieht oder einen existierenden Vertrag ändern möchte. Die Bundesnetzagentur ist die zuständige Regulierungsbehörde.
Die gesetzliche Grundlage für einen Wechsel zu einem anderen Stromanbieter schafft in Deutschland das Energiewirtschaftsgesetz, die Niederspannungsanschlussverordnung und die Stromgrundversorgungsverordnung. Der Gesetzgeber schreibt vor, dass das Verfahren für den Wechsel des Anbieters drei Wochen nicht überschreiten darf, „gerechnet ab dem Zeitpunkt des Zugangs der Anmeldung zur Netznutzung durch den neuen Lieferanten bei dem Netzbetreiber“ (§ 20a). Bei Verträgen mit Großkunden greifen hingegen auch andere Verordnungen.

### Stromanbieterwechsel bei Haushaltskunden
Grundsätzlich wird ein Kunde in der Grundversorgung mit Strom versorgt. Der Grundversorgungstarif ist oft der teuerste Tarif.
Neben der Grundversorgung durch den Grundversorger bieten auch die Stadtwerke, die großen vier Versorger, Billigstromanbieter und andere Unternehmen Lieferverträge für Strom an. Im Jahr 2013 bezogen 37 Prozent der Haushaltskunden ihren Strom in der Grundversorgung. Im November 2018 waren es 28 Prozent. Weitere 41 Prozent der Haushalte hatten Verträge mit dem Grundversorger, waren jedoch in einen anderen Tarif außerhalb der Grundversorgung. 31 Prozent der Kunden hatten einen Vertrag mit einem Lieferanten, der nicht der Grundversorger ist. Mit einem Wechsel ändern sich allerdings auch die vertraglichen Konditionen. Kündigungsfristen oder Vertragslaufzeiten sind häufig länger. Neben einem Wechsel zum Laufzeitende des Vertrags können nach § 41 Abs. 3 Satz 2 EnWG Kunden bei vertraglich nicht vereinbarten Änderungen der Vertragsbedingungen (Preisanstieg) den Vertrag ohne Einhaltung einer Kündigungsfrist außerordentlich kündigen.
Für einen Stromanbieterwechsel benötigt man in Deutschland die Nummer seines Stromzählers und den Jahresverbrauch. Sollte man noch im Grundversorgungstarif des Grundversorgers sein, beträgt die Kündigungsfrist 14 Tage. Bei einem Umzug ist der Wechsel bis zu sechs Wochen rückwirkend möglich.
Wenn Kunden den Stromanbieter wechseln, muss der Stromzähler nicht getauscht werden.
Im Fall einer Insolvenz des Stromanbieters wechselt der Kunde im Rahmen der sog. Ersatzversorgung automatisch in den Basistarif des Grundversorgers. Nicht erfüllte Ansprüche (z. B. bei Bezahlung in Vorkasse) aus dem ursprünglich geschlossenen Vertrag mit dem Stromanbieter können dann nur beim Insolvenzverwalter des insolventen Anbieters geltend gemacht werden. Ein Verlust des in Vorkasse bezahlten Geldes ist möglich. Die Stromanbieter Teldafax und Flexstrom meldeten im Jahr 2011 und im Jahr 2013 Insolvenz an. Viele Kunden hatten dort Verträge gegen Vorkasse abgeschlossen.
Nach Berechnungen der Stiftung Warentest (Stand: 2014) lassen sich bei einem Wechsel aus der Grundversorgung zu einem seriösen, günstigeren Stromanbieter mehrere hundert Euro pro Haushalt im Jahr sparen. In einem durchschnittlichen Haushalt in Essen mit einem Jahresverbrauch von 5500 Kilowattstunden ließen sich 321 Euro im Jahr einsparen.

### Statistik
In Deutschland veröffentlicht die Bundesnetzagentur gemeinsam mit dem Bundeskartellamt einen Bericht mit Zahlen und Einschätzungen zum Stromanbieterwechsel. Im Monitoringbericht 2014 steht, dass von 3,84 Millionen Stromabnehmern, die im Jahr 2013 einen Stromanbieterwechsel durchgeführt haben, 244.000 zu den Industrie- und Gewerbekunden gehörten. Die mengenmäßige Wechselquote im Bereich der Haushaltskunden lag bei 9,6 Prozent. Im Bereich der Industrie- und Gewerbekunden betrug der Anteil 12,1 Prozent.
Im Segment der Haushaltskunden hat eine Mehrheit von 45 Prozent einen Sondervertrag beim lokalen Grundversorger, in der klassischen Grundversorgung sind noch 34 Prozent. Von einem anderen Unternehmen als dem Grundversorger werden 21 Prozent aller privaten Stromabnehmer beliefert. Bei den Gewerbe- und Industriekunden haben 34 Prozent einen Sondervertrag beim Grundversorger, alle anderen (66 Prozent) haben einen Vertrag mit einem anderen Lieferanten.
Seit 2009 ist die Quote der Privatabnehmer, die einen Stromanbieterwechsel durchführen, rückläufig. Die Wechselquote bei den Industrie- und Gewerbekunden ist seit 2006 in etwa konstant geblieben.

## Situation in Österreich
In Österreich stieg die Bereitschaft zum Wechsel der Strom- aber auch Gasanbieter erst im Jahr 2013 in erhöhtem Maß. 1,9 % der Stromkunden wechselten im Jahr 2013 den Stromanbieter. Zusätzlich Bewegung kam, als der Verein für Konsumenteninformation zu einem Gemeinschaftseinkauf Ende 2013 aufrief. Diese Aktion wurde im April abgeschlossen, wobei etwa 260.000 Kunden teilnahmen. Wie viele Kunden tatsächlich von dem Angebot Gebrauch machten, ist nicht bekannt.